# روبرت بيتمان (رسام)
روبرت بيتمان هو رسام كندي، ولد في 24 مايو 1930 في تورونتو في كندا.